# Scheepvaartmuseum (Stockholm)
Het Scheepvaartmuseum (Zweeds: Sjöhistoriska museet) in Stockholm is een museum voor maritieme geschiedenis, koopvaardij en scheepsbouw. Gelegen in het Gärdet-gedeelte van de binnenstadswijk Östermalm biedt het museum een panoramisch uitzicht over de baai Djurgårdsbrunnsviken. Het gebouw is ontworpen door de Zweedse architect Ragnar Östberg en gebouwd tussen 1933 en 1936.

## Collectie
Het museum herbergt circa 900.000 foto's, 50.000 objecten en 45.000 tekeningen, allemaal gerelateerd aan de zee, kust, schepen en boten, van vroeger en nu. Een groot deel van de collectie, de boten, is ondergebracht in Boothal 2 bij Galärvarvet in Stockholm. Dit deel varieert van kano's tot cruisers.
Op de benedenverdieping zijn onder meer exposities over de maritieme geschiedenis te zien, waaronder enkele gedetailleerde modellen van 18e-eeuwse schepen. Op de tweede verdieping zijn exposities over de Zweedse marine te zien. In de kelder staat een replica van een hut uit het schip Amphion van koning Gustaaf III, samen met de originele achtersteven van het schip.
Buiten het museum staat een bronzen beeld genaamd Sjömannen (Zweeds voor 'de zeeman'), een gedenkteken voor de Zweedse zeelieden die zijn omgekomen tijdens de Tweede Wereldoorlog. Het beeld is gemaakt door kunstenaar Nils Sjögren in 1952, net voordat hij stierf. Het standbeeld werd ingehuldigd in 1953.

## Galerij

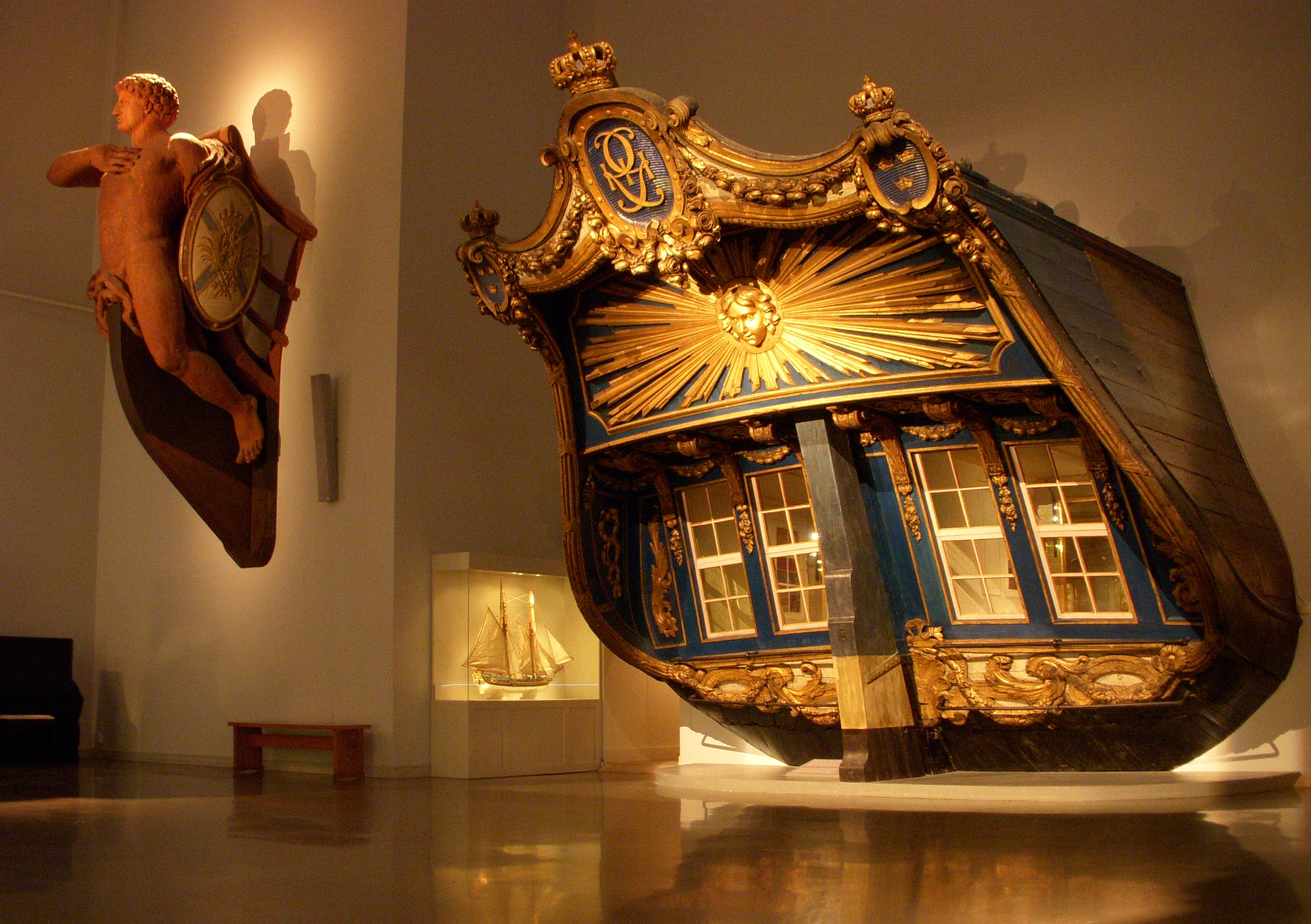
Het koninklijke jacht Amphion (1778).
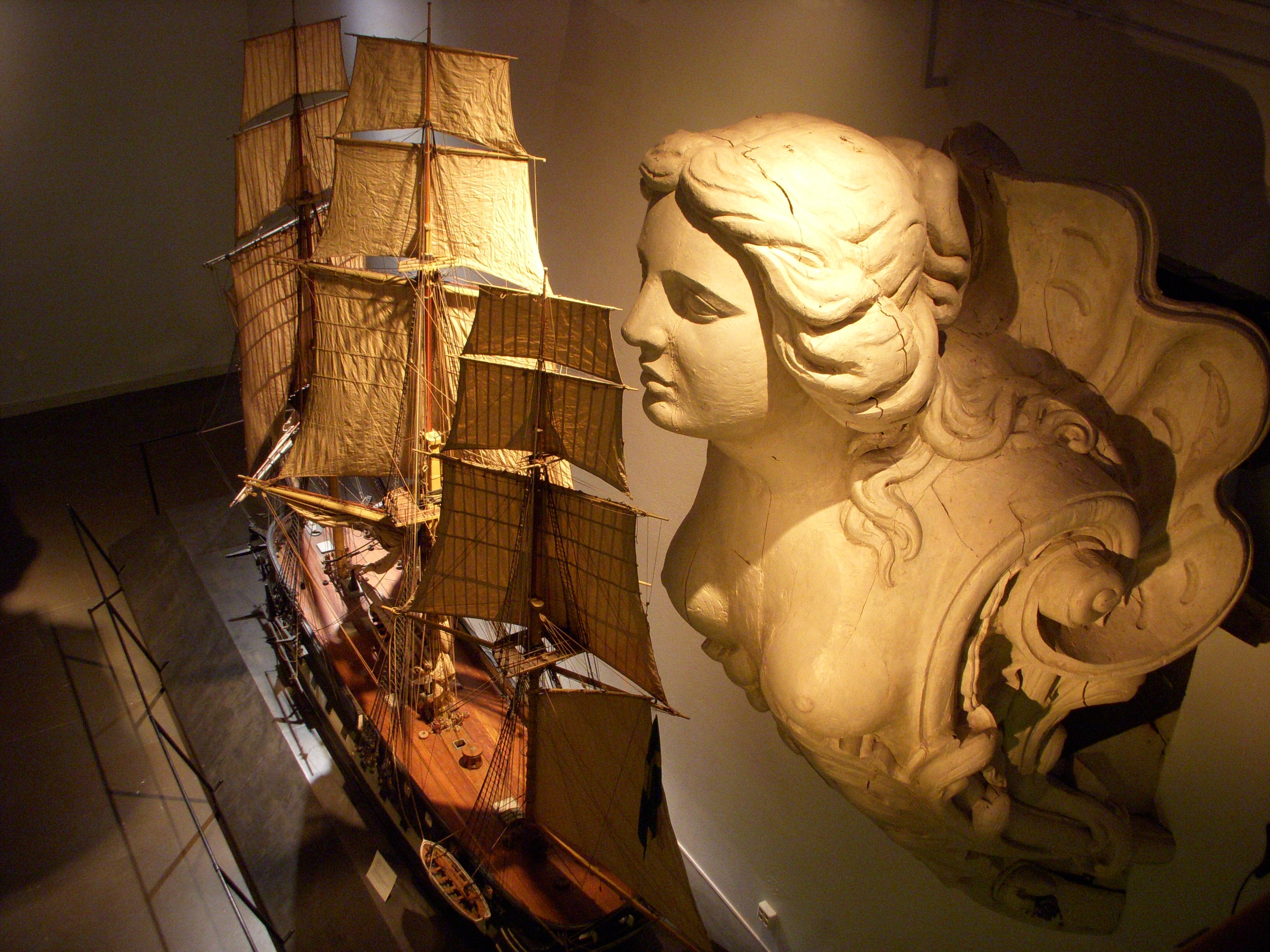
Een scheepsmodel.
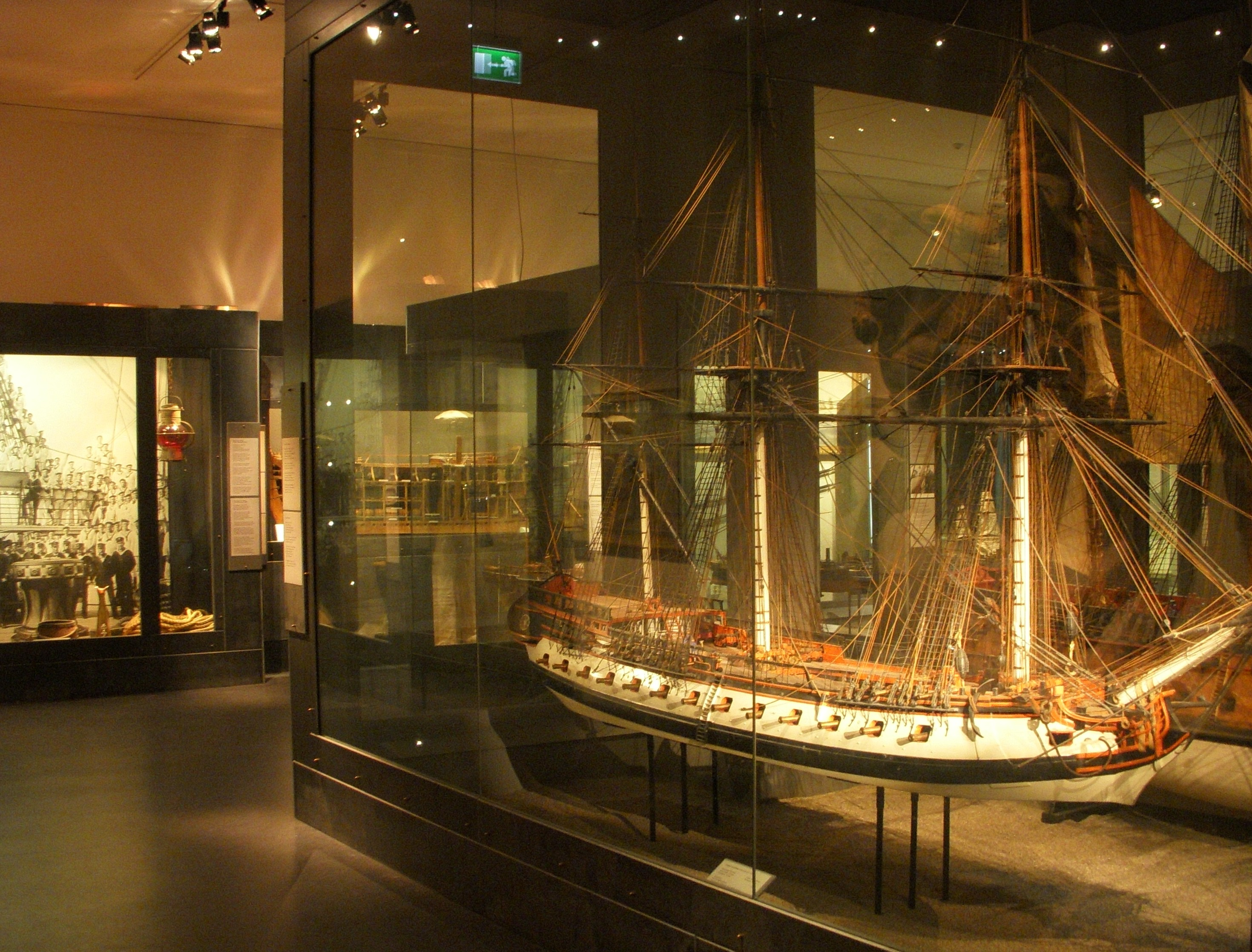
De tentoonstellingszaal.